# Monodia
Monodia (en français : « monodie ») pour clarinette seule est une œuvre de Renato Dionisi (it) composée en 1968. La pièce est écrite pour une clarinette système Full Boehm en si bémol, descendant au mi bémol grave.
Monodia est principalement basé sur l'emploi de chromatisme et les différents registres médium et chalumeau de la clarinette. La pièce est inventive et d'une difficulté limitée pour une œuvre de musique contemporaine.

## Enregistrements
- Sergio Bosi, 20th-century italian clarinet solos (Naxos, 2012)[2].